# Haus Neersdonk

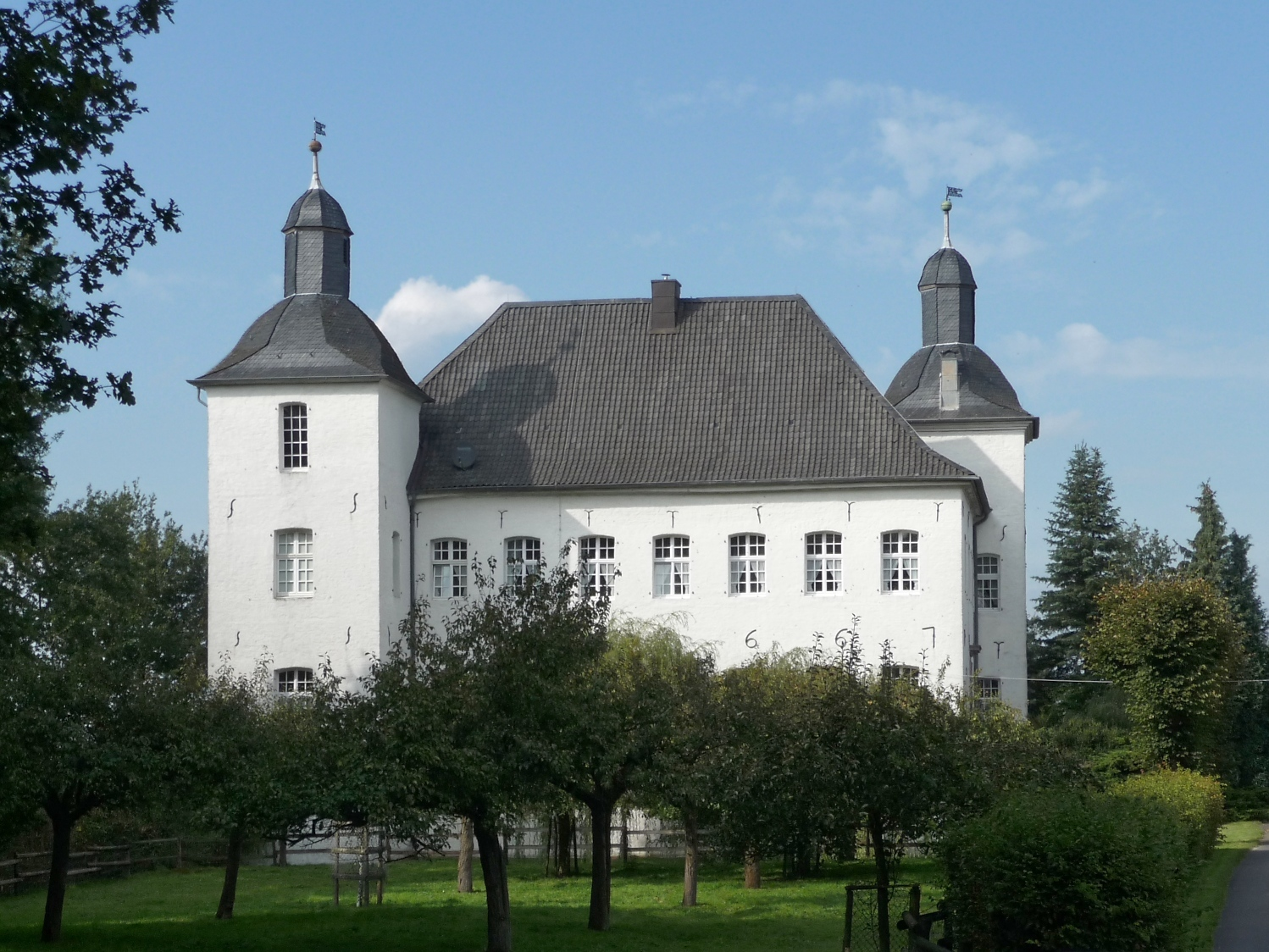
Haus Neersdonk, Ansicht von Südosten

Das Haus Neersdonk ist ein schlossartiger ehemaliger Adelssitz nordwestlich des Tönisvorster Stadtteils Vorst in der Siedlung Hecke. Die Vorster Einwohner nennen das Anwesen auch kurz „das Schloss“. Es ist eines von vier ehemaligen Herrensitzen auf Vorster Gebiet und gehört zu den zahlreichen Herrenhäusern und Schlössern, die entlang der Niers in deren Niederung stehen.
Die Anlage war im 14. Jahrhundert an Wilhelm von Aldenrade verlehnt und kam anschließend über die Familie Franzois von Neersdom an die Familie von der Port(z)en. Diese veräußerte den Besitz Ende des 17. Jahrhunderts an Rembert Bernhard von Aschenbroich, dessen Nachfahren ihn an den Grafen Johann Joseph Wilhelm von Efferen weiterverkauften. Ab Ende des 19. Jahrhunderts in bürgerlichem Besitz, gehört Neersdonk seit 1942 der Familie Recken.
Das Herrenhaus wurde am 12. Oktober 1981 als Baudenkmal unter Denkmalschutz gestellt. Am 22. November 1985 folgte die Aufnahme der Vorburg in die Liste der Baudenkmäler in Tönisvorst. Auf Wunsch können in Haus Neersdonk Trauungen durch das Standesamt Tönisvorst vorgenommen werden.

## Geschichte
Das Haus Neersdonk ist seit dem 14. Jahrhundert verbürgt. Errichtet auf einem Erdhügel im sumpfigen Bruch der Niersniederung, gehörte es zum kurkölnischen Amt Kempen und war ein Afterlehen des Genneper Hofes, der ein Lehen Kurkölns war. 1368 noch „Hof(f) zur Hegge(n)“ genannt, war das Haus die Hofstatt eines Wilhelm von Aldenrade, dem ein Mitglied der Familie Franzois van Neersdom als Lehnsnehmer folgte. Über dessen Erbtochter kam der Besitz an die Familie ihres Mannes Arnold von der Port(z)en. Das Anwesen blieb über mehrere Generationen im Besitz der Familie. Arnolds Nachkomme Godhard bewirtschaftete Haus Neersdonk jedoch nicht mehr selbst, sondern kämpfte als Soldat in Diensten des Kurfürsten Ernst von Bayern, unter anderem im Truchsessischen Krieg. Auch Godhards Sohn, der Junker Adolf, hielt sich nur selten auf Haus Neersdonk auf. Unter dem Vorwand, die Familie von der Port(z)en habe den Besitz aufgegeben, und unter Berufung auf die früheren Lehnsabhängigkeiten versuchte die Familie Quadt von Wickrath, damalige Besitzerin des Genneper Hofes, Haus Neersdonk als erledigtes Lehen einzuziehen. Dies rief aber den Widerstand Johann Ludwig von der Portzens auf den Plan. Kurzerhand kaufte er den Genneper Hof und somit auch die Lehnshoheit über Neersdonk. 1667 ließ er dort das heutige schlossartige Gebäude errichten. Allerdings hatte er sich für den Bau 1200 Taler in Köln leihen müssen, die er nicht zurückzahlen konnte, und so musste sein Sohn Arnold drei Jahre nach dem Tod des Vaters im Jahr 1690 die Anlage samt 65 Morgen Landbesitz versteigern lassen.

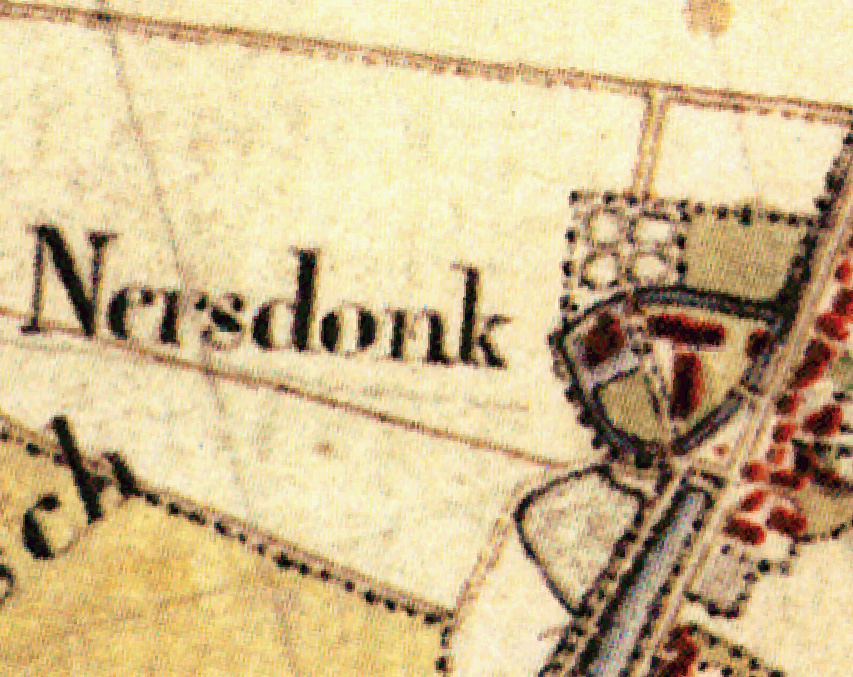
Haus Neersdonk auf der Tranchotkarte von 1802

Neuer Besitzer wurde Rembert Bernhard von Aschenbroich. Dessen Nachkommen verkauften das Anwesen zusammen mit dem Genneper Hof 1770/1775 an den Grafen Johann Joseph Wilhelm von Efferen, den Gouverneur von Düsseldorf. Nach dessen Tod im Januar 1781 erbte seine erst zwölfjährige Tochter Elisabeth Auguste das Anwesen, das vorläufig von ihrer Mutter Maria Anna, geborene von Brackel, verwaltet wurde. Diese war es, die den später als Fetzer bekannt gewordenen Räuber Mathias Weber unter ihre Obhut nahm und ihm eine Anstellung auf dem Gut gab. Weber zeigte sich allerdings undankbar und überfiel Neersdoonk mit seiner Bande in der Nacht vom 2. auf den 3. Mai 1797. Elisabeth Auguste von Efferen heiratete Anton Joseph d’Olne und brachte die Anlage an seine Familie. Ihr gehörten zu Beginn des 19. Jahrhunderts neben dem Haus Neersdonk sechs weitere landtagsfähige Rittergüter auf kurkölnischem Territorium. Gegen Ende des 19. Jahrhunderts war das Anwesen Eigentum eines in Venlo ansässigen Herrn Berger.
Im Jahr 1942 kaufte die Familie Recken die Anlage von einer Erbengemeinschaft. Der alte Herrensitz befand sich zu jener Zeit in einem desolaten Zustand und wurde von den neuen Eigentümern Schritt für Schritt instand gesetzt. 1963 erfolgte eine umfassende Restaurierung. 1992 gab es Instandsetzungsarbeiten im Inneren des Herrenhauses, während das Jahr 1993 von Arbeiten am Äußeren geprägt war. Dazu gehörte ein neuer Außenanstrich und die Erneuerung der Turmhauben. Der durch Blitzeinschlag zerstörte Dachstuhl eines Stalls aus dem 18. Jahrhundert wurde wieder aufgebaut. Mittlerweile ist der Enkel der damaligen Käuferfamilie Recken Schlossherr auf Neersdonk.

## Beschreibung

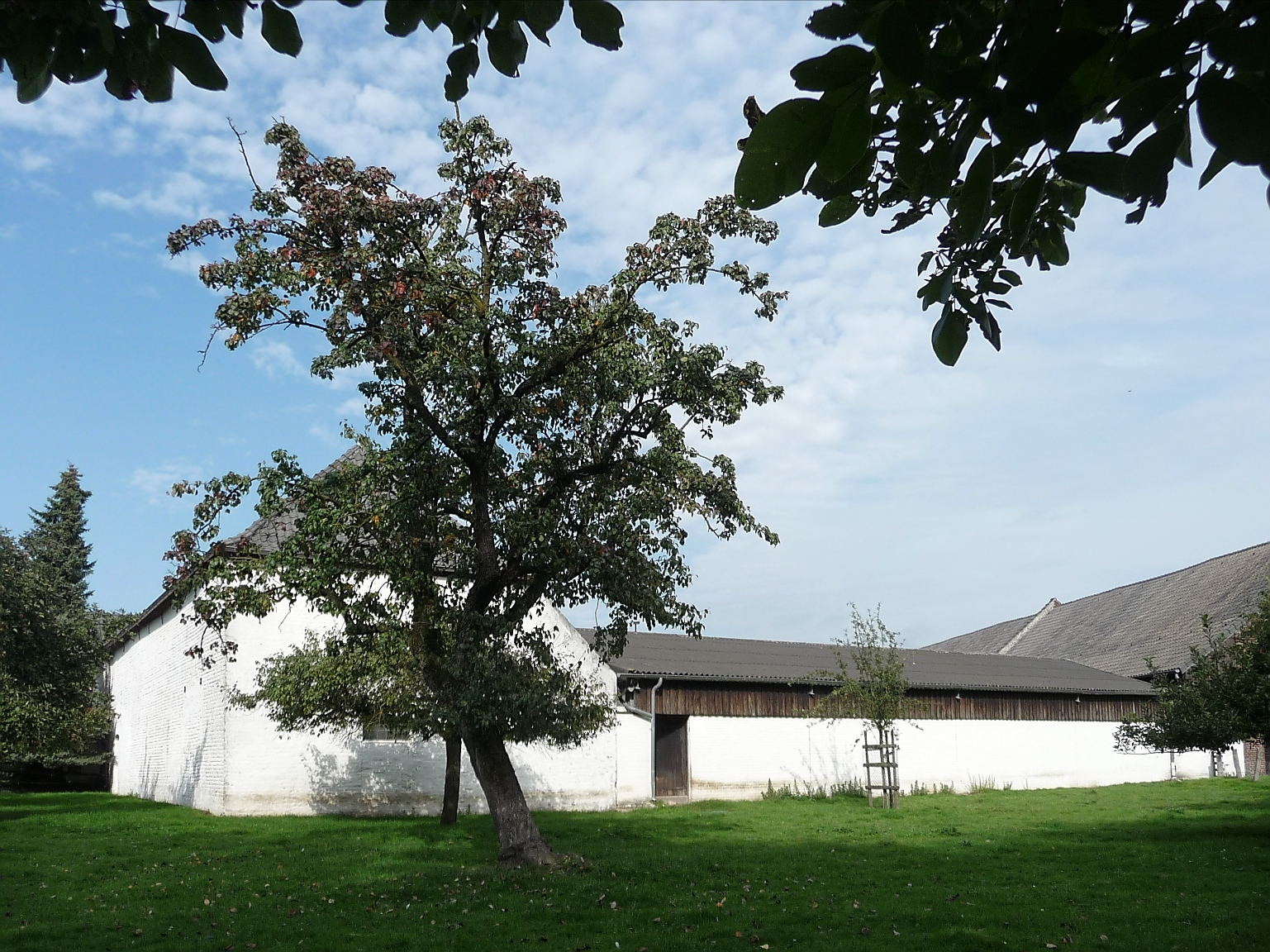
Wirtschaftsgebäude des Hauses Neersdonk

Neersdonk bedeutet in etwa „natürliche Anhöhe im Niersbruch“ und benennt damit den Ort, an dem das Haus errichtet wurde, obgleich das Anwesen relativ weit entfernt von der Niers steht. Anfänglich wurde es noch „Hoff zur Heggen“ genannt (1615), in späteren Urkunden finden sich die Bezeichnungen „Nersdunck ahn der Heggen“ (1657) und „Neersdunck“ (1708). Das Anwesen ist eine zweiteilige Anlage bestehend aus einem teilweise von Wassergräben umgebenen Herrenhaus und einer östlich davon gelegenen Vorburg. Diese besteht aus neuzeitlichen Wirtschaftsgebäuden die aus den Jahren 1940, 1908 und 1775 stammen. Die Tranchotkarte aus dem Jahr 1802 zeigt, dass im Norden der Anlage früher vermutlich ein barocker Garten gelegen hat, dieser war aber schon im 19. Jahrhundert verschwunden.
Von der Vorburg führt eine steinerne Brücke zur doppelflügeligen Eingangstür des zweigeschossigen Herrenhauses. Sie ist der Nachfolger einer im Mittelalter üblichen Zugbrücke. Das Haupthaus erhebt sich über einem hohen Sockelgeschoss, dessen Gewölbe darauf hindeutet, dass es noch zur spätgotischen Bausubstanz eines aus dem 16. Jahrhundert stammenden Vorgängerbaus gehört. Reste des einstigen Wassergrabens umgeben das schlichte, weiß getünchte Gebäude im Süden und Westen. Das Herrenhaus ist ein rechteckiger, verputzter Backsteinbau mit Walmdach, dessen Längsseiten sieben Achsen besitzen. Die Kurzseiten des Hauses sind durch Fenster in drei Achsen unterteilt. Maueranker in Form der Jahreszahl 1667 künden von seiner Errichtung in jenem Jahr. An der nordöstlichen und südwestlichen Ecke stehen quadratische Türme mit einfachen Schlitzscharten im Untergeschoss. Ihre drei Geschosse erheben sich auf quadratischem Grundriss und sind von einer barocken Schweifhaube abgeschlossen. Die Hauben besitzen geschlossene Laternen, die früher offen waren. Sie sind von Wetterfahnen bekrönt, von denen eine die Jahreszahl 1775 trägt und damit auf bauliche Veränderungen der Anlage hinweist. Vermutlich kam es in jenem Jahr zur Instandsetzung des Haupthauses und zum Bau der Wirtschaftsgebäude.
Im Inneren besitzt Haus Neersdonk in beiden Geschossen relativ kleine aber dafür mit 4,2 Meter recht hohe Räume. Im ersten Geschoss befindet sich der sogenannte Rittersaal mit einem gekachelten Kamin, der mit einer verzierten Herdplatte ausgestattet ist. Nebenan befindet sich die Kapelle und macht Haus Neersdonk zu etwas Besonderem unter den vier festen Häusern in Vorst, denn es ist das einzige, das eine eigene Hauskapelle besitzt.

## Legenden und Spukgeschichten
Um das Anwesen ranken sich allerlei Legenden und Geistergeschichten. So soll es einen unterirdischen Geheimgang zum nahe gelegenen Haus Raedt geben, und unter einem der beiden Ecktürme wird ein Verlies vermutet. In der Neujahrsnacht erscheinen dem Vernehmen nach alljährlich zwei weiß gekleidete Edelfräulein und setzen sich an den Kamin im Rittersaal. Die eine rollt ein Wollknäuel ab, während die andere es wieder aufrollt. Dazu ertönt schauerlicher Gesang, bis sich die Erscheinung auflöst. Zudem soll ein unter mysteriösen Umständen bei einem Jagdunfall umgekommenes Mitglied der einstigen Besitzerfamilie von Aschenbroich im Haus herumspuken.

## Sonstiges
Haus Neersdonk, Haus Stockum und das Dückerhaus in Oedt bei Vorst haben alle je zwei diagonal versetzte Ecktürme.